# (10563) Izhdubar
(10563) Izhdubar (1993 WD) – planetoida z grupy Apollo, należąca do obiektów NEO. (10563) Izhdubar okrąża Słońce w ciągu 1 roku i 4 dni w średniej odległości 1,01 j.a. po orbicie o dużej inklinacji wynoszącej 63,46°. Została odkryta 19 listopada 1993 roku w Palomar Observatory przez Carolyn Shoemaker i Gene Shoemakera. Nazwa planetoidy pochodzi od Izhdubara, chaldejskiego boga Słońca.